# Сачхерский муниципалитет
Сачхерский муниципалитет (груз. საჩხერის მუნიციპალიტეტი  sačxeris municipʼalitʼetʼi) — муниципалитет в Грузии, входящий в состав края Имеретия. Находится на центре Грузии, на территории исторической области Имеретия. Административный центр — Сачхере.

## История
До 1918 года территория Сачхерского муниципалитета входила в состав Шорапанского уезда Кутаисской губернии. Сачхерский район был образован в 1929 году в составе Кутаисского округа. В 1930 году район был упразднён, но в 1939 году восстановлен. В 1951—1953 годах входил в состав Кутаисской области.

## Население
По состоянию на 1 января 2018 года численность населения муниципалитета составила 36 312 жителя, на 1 января 2014 года — 48,1 тыс. жителей.
Согласно переписи 2002 года население района (муниципалитета) составило 46 846 чел. По оценке на 1 января 2008 года — 46,6 тыс. чел.
| Грузины | Осетины | Русские | Абхазы | Украинцы | Греки  |
| 99,5 %  | 0,25 %  | 0,2 %   | 0,02 % | 0,02 %   | 0,01 % |

| Грузины  | 37 690 | 99,77 %  |
| Русские  | 31     | 0,08 %   |
| Осетины  | 26     | 0,07 %   |
| Армяне   | 7      | 0,02 %   |
| Украинцы | 5      | 0,01 %   |
| Греки    | 5      | 0,01 %   |
| Абхазы   | 4      | 0,01 %   |
| другие   | 7      | 0,02 %   |
| всего    | 37 775 | 100,00 % |

## Административное деление
Территория муниципалитета разделена на 13 сакребуло:
- 1 городское (kalakis) сакребуло:
- 0 поселковых (dabis) сакребуло:
- 11 общинных (temis) сакребуло:
- 1 деревенских (soplis) сакребуло:

## Список населённых пунктов
В состав муниципалитета входит 46 населённых пунктов, в том числе 1 город.
- Сачхере (груз. საჩხერე)
- Аргвети (груз. არგვეთი)
- Баджити (груз. ბაჯითი)
- Бахиоти (груз. ბახიოთი)
- Вакиса (груз. ვაკისა)
- Гамогма-Аргвети (груз. გამოღმა არგვეთი)
- Годора (груз. ღოდორა)
- Гона (груз. ღონა)
- Гориса (груз. გორისა)
- Дарка (груз. დარყა)
- Джалаурта (груз. ჯალაურთა)
- Джриа (груз. ჯრია)
- Дрбо (груз. დრბო)
- Дунта (груз. დუნთა)
- Зеда-Оргули (груз. ზედა ორღული)
- Иванцминда (груз. ივანწმინდა)
- Итаваза (груз. იტავაზა)
- Ицкиси (груз. იცქისი)
- Калвата (груз. კალვათა)
- Кведа-Оргули (груз. ქვედა ორღული)
- Квемо-Хеви (груз. ქვემო ხევი)
- Корбоули (груз. კორბოული)
- Корети (груз. ქორეთი)
- Личи (груз. ლიჩი)
- Махатаури (груз. მახათაური)
- Мерджеви (груз. მერჯევი)
- Модзви (груз. მოძვი)
- Мохва (груз. მოხვა)
- Нигвзара (груз. ნიგვზარა)
- Переви (груз. პერევი)
- Саване (груз. სავანე)
- Саирхе (груз. საირხე)
- Сакохиа (груз. საკოხია)
- Сареки (груз. სარეკი)
- Спети (груз. სპეთი)
- Схвитори (груз. სხვიტორი)
- Хвани (груз. ხვანი)
- Цхами (груз. ცხამი)
- Цхомарети (груз. ცხომარეთი)
- Чала (груз. ჭალა)
- Чаловани (груз. ჭალოვანი)
- Чиха (груз. ჩიხა)
- Чорвила (груз. ჭორვილა)
- Чурнали (груз. ჭურნალი)
- Шалаури (груз. შალაური)
- Шомахети (груз. შომახეთი)